# Can Font de Brunyola
Can Font de Brunyola és una obra del municipi de Brunyola i Sant Martí Sapresa (Selva) inclosa en l'Inventari del Patrimoni Arquitectònic de Catalunya.

## Descripció
Es tracta d'un edifici de dues plantes i coberta de doble vessant a façana. Aquesta és de pedra vista, amb les cadenes cantoneres reforçades i les obertures emmarcades de pedra. La casa, formada per dos cossos i un antic paller proper, presenta diversos contraforts per superar el desnivell, un d'ells a la façana principal.
La porta principal és formada per grans blocs de pedra i té una llinda monolítica horitzontal. Hi ha alguna finestra amb l'ampit treballat i motllurat especialment.
Una de les finestres del primer pis conserva gravada a la llinda la llegenda següent:
Salvador + Font als
II octubre (?) 1736
Els interiors han estat restaurats i també són de pedra vista i rústics.
Els ràfecs són de dues fileres, una de rajola plana i una de teula.
Als voltants de la casa hi ha l'espai de l'antiga era de batre i l'esmentat paller, una construcció de maçoneria i rajola, coberta amb una teulada de doble vessant a laterals i embigat de fusta. Actualment ha estat reformat i reforçat amb bigues de ferro. Ara fa la funció de garatge.

## Història
Aquesta casa data del segle xvii encara que s'hi feren reformes importants al segle següent. Era domini directe de la Pia Almoina del Pa i de la Seu, una institució benèfica que existí entre els segles xiii i XVIII i que depenia del Capítol de Canonges de la Catedral de Girona.
Ha estat rehabilitada com a casa de colònies.